# 机上の空論
| ウィキペディアには「机上の空論」という見出しの百科事典記事はありません（タイトルに「机上の空論」を含むページの一覧/「机上の空論」で始まるページの一覧）。 代わりにウィクショナリーのページ「机上の空論」が役に立つかもしれません。 |